# Källviken
Il Källviken (nome ufficiale in svedese: Källviksbacken, "trampolino Källviken") era un trampolino situato a Falun, in Svezia. Fu smantellato nei primi anni settanta.

## Storia
Inaugurato nel 1952 in previsione dei Mondiali di sci nordico del 1954, l'impianto ha ospitato le gare di salto con gli sci e di combinata nordica della rassegna iridata. Fu smantellato nei primi anni settanta per lasciar spazio a una stazione sciistica per lo sci alpino; dal 1972 Falun fu dotata del nuovo impianto di Lugnet.

## Caratteristiche
Il trampolino aveva un punto K 80 (trampolino normale); il primato di distanza, 80 m, è stato stabilito dal norvegese Toralf Engan.